# 大分市立判田小学校
大分市立判田小学校（おおいたしりつ はんだしょうがっこう）は、大分県大分市判田台東にある公立小学校である。

## 概要
大分市の南部郊外に位置する。近年、近隣に造成された新興住宅地への転入等により、児童数が増加しており、2008年には児童数が1,000名を超え、2013年7月末現在でも816名と、大分県内でも有数の大規模校である。
校名の判田については、古くは承平年間（931-938年）に編纂された『和名抄』に判太郷という地名が見えるが、判太郷の所在地は不明であり、現在の判田との関係には諸説がある。唐橋君山の『豊後国志』及び『箋釈豊後風土記』では、現在の判田を判太郷に比定しているが、井上通泰は『豊後風土記新考』において判太郷に因んで新しく付けられたものであるとしている。

## 沿革
- 1874年（明治7年）9月 - 判田小学校開校
- 1887年（明治20年）4月 - 判田尋常小学校に改称
- 1941年（昭和16年）4月 - 判田尋常高等小学校（現大分市立判田中学校）と統合の上、判田村国民学校に改称
- 1947年（昭和22年）4月 - 独立し、判田村立判田小学校に改称
- 1954年（昭和29年）4月 - 判田村の合併により大南町立判田小学校となる
- 1963年（昭和38年）2月 - 現在地に移転し、本校舎落成
- 1963年（昭和38年）3月 - 大南町の合併により大分市立判田小学校となる
- 1967年（昭和42年）1月 - 屋内運動場落成
- 1970年（昭和45年）8月 - プール竣工
- 1972年（昭和47年）3月31日 - 百木（ももぎ）分校廃校[4]
- 1974年（昭和49年） - 開校百周年
- 1989年（平成元年）1月 - 第2運動場竣工
- 1997年（平成9年）4月 - 新校舎落成

## 校章
判田小学校の校章は、中央の円の中に「判」の字を置き、「田」の字を45度傾けてペン先のような形にした図形が中央の円から三方に飛び出す形になっている。ペン先の形は学業を、3つの「田」は、判田地区を構成する上判田、中判田、下判田の3つの地区を表している。

## 児童数
- 合計 - 530名
  - 1年 - 108名
  - 2年 - 78名
  - 3年 - 116名
  - 4年 - 113名
  - 5年 - 115名

2023年3月現在
（6年生は卒業している）

## 通学区域
下判田の一部、中判田の一部、上判田の一部、ひばりが丘一丁目～五丁目、高江中央一丁目～三丁目、高江南一丁目～三丁目、高江北一丁目・二丁目、高江西一丁目・二丁目

## 交通
- 九州旅客鉄道（JR九州）豊肥本線中判田駅より徒歩約10分
- 大分バス判田中学校前バス停より徒歩約5分